# Felicia Browne
Felicia Browne (18 de febrero de 1904-25 de agosto de 1936) fue una miliciana y artista británica.

## Biografía
Nació el 18 de febrero de 1904. Cultivó además del dibujo, la escultura, entre otras artes plásticas. Browne, de ideología comunista y que había viajado a España poco antes del estallido de la guerra civil española en julio de 1936 –una de las razones podría haber sido intentar asistir a la Olimpiada Popular de Barcelona–, se alistó como miliciana el 3 de agosto y falleció en combate a finales de ese mismo mes en el frente de Aragón. Dejó una colección de dibujos realizados durante la guerra.